# 萨拉特河畔马泽尔
萨拉特河畔马泽尔（法語：Mazères-sur-Salat，法語發音：[mazɛʁ syʁ salat]）是法国上加龙省的一个市镇，属于圣戈当区。

## 地理
萨拉特河畔马泽尔（43°8'0"N, 0°58'24"E）面积6.68 平方千米，位于法国奧克西塔尼大區上加龙省，该省份为法国西南部内陆省份，西南端与西班牙接壤，自此顺时针与上比利牛斯省、热尔省、塔恩-加龙省、塔恩省、奥德省和阿列日省接壤。
与萨拉特河畔马泽尔接壤的市镇（或旧市镇、城区）包括：卡萨涅、蒙索内斯、加龙河畔罗克福尔、圣马托里、萨利斯迪萨拉特。
萨拉特河畔马泽尔的时区为UTC+01:00、UTC+02:00（夏令时）。

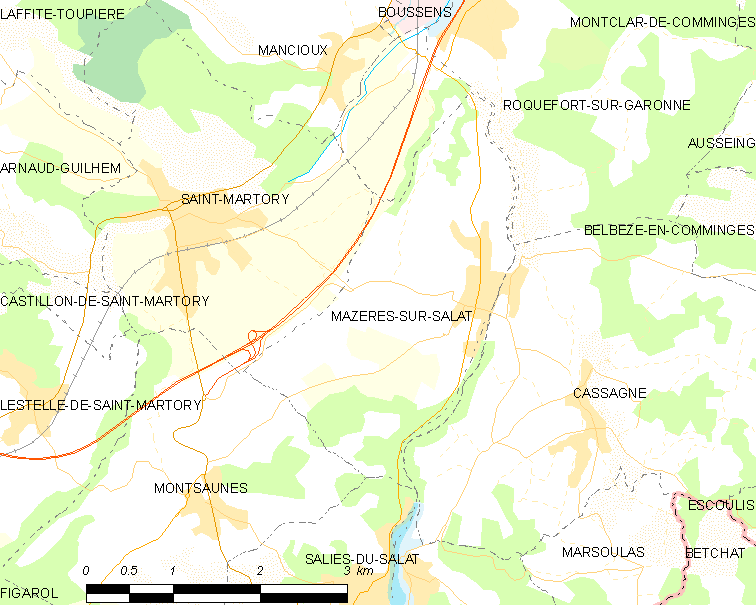
萨拉特河畔马泽尔的OSM定位图

## 行政
萨拉特河畔马泽尔的邮政编码为31260，INSEE市镇编码为31336。

## 政治
萨拉特河畔马泽尔所属的省级选区为巴涅尔德吕雄县。

## 人口

1962-2008年间萨拉特河畔马泽尔人口变化图示

萨拉特河畔马泽尔于2022年1月1日时的人口数量为631人。